# Eontia olssoni
Eontia olssoni is een tweekleppigensoort uit de familie van de Noetiidae. De wetenschappelijke naam van de soort is voor het eerst geldig gepubliceerd in 1922 door Sheldon & Maury.